# Pecqueuse
Pecqueuse – miejscowość i gmina we Francji, w regionie Île-de-France, w departamencie Essonne.
Według danych na rok 1990 gminę zamieszkiwały 474 osoby, a gęstość zaludnienia wynosiła 64 osób/km² (wśród 1287 gmin regionu Île-de-France Pecqueuse plasuje się na 824. miejscu pod względem liczby ludności, natomiast pod względem powierzchni na miejscu 522.).